# Kraska (Ukraina)
Kraska (ukr. Краска) – wieś na Ukrainie w rejonie kowelskim, w obwodzie wołyńskim, nad rzeką Prypeć. Wieś została założona w 1783 roku. W II Rzeczypospolitej miejscowość wchodziła w skład gminy wiejskiej Zabłocie w powiecie kowelskim województwa wołyńskiego. Przed II wojną światową w odległości kilku kilometrów na zachód od wsi leżała niewielka wioska Truszel oraz chutory Krywa Kobyłka i Tureczno.
Do 2020 w rejonie ratnieńskim.